# Multinacionalka
Multinacionalka je korporacija  ali veliko podjetje, ki organizira in vrši poslovanje v vsaj dveh državah. Sestoji iz holdinga ali glavne (matične) družbe in več povezanih (hčerinskih) podjetij, ki delujejo v različnih državah. V Združenih državah se šteje za multinacionalko vsako podjetje, ki ima vsaj 10 % kapitala v tujih rokah, tudi kadar ni prisotno v več državah.

## Zgodovina
Industrijska revolucija osemnajstega stoletja je s prehodom ročne proizvodnje v strojno postavila v ospredje problem preskrbe z osnovnimi proizvodnimi materiali (surovinami), za katero so bile zadolžene v prvi vrsti državne oblasti, ker je postal obseg poslovanja preobširen za večino privatnih podjetij. Šele po svetovnih vojnah se je industrijska obdelava surovin lahko naglo razvila, predvsem zaradi nastale gospodarske neenakosti, saj so države zmagovalke imele veliko industrijskih obratov, ki so se spreminjali od vojaške na civilno proizvodnjo, medtem ko so bile evropske in azijske države nujno potrebne obnove in finančnega sodelovanja. Na eni strani so proizvodne zmožnosti držav, ki jim vojna ni prizadela industrijskih obratov (v glavnem ZDA), široko presegale notranje potrebe. Na drugi strani so države, ki so utrpele največje vojno razdejanje, hotele obnoviti normalno proizvodnjo in možnost konkurenčnega poslovanja. V Evropi je nastala potreba po meddržavnem gospodarskem sodelovanju in izmenjavi surovin, delovne sile, znanja in distribucije, kar je postopoma privedlo do odprave carin, do skupnega tržišča in celo do upoštevanja državnih meja samo v političnem smislu. Multinacionalne organizacije so bile odgovor na večino povojnih gospodarskih problemov. Poleg tega, zaradi mednarodne konkurence so ponudile lažji in cenejši dostop do proizvodov in uslug svetovnega tržišča.

## Struktura multinacionalke
Struktura je naddržavna, to pomeni, da družba ne pripada državi, v kateri ima pravni sedež ali finančno bazo. Ko je govora o pripadnosti neke multinacionalke, je mišljena država, od koder multinacionalka izvira, npr Shell velja za nizozemsko-britansko družbo, ker sta bili njeni ustanoviteljici nizozemska Royal Dutch Petroleum in britanska Shell Transport & Trading, in to ne glede na aktualno dejansko last družbe, ki je razpršena med delničarji, čigar identiteta ni vedno znana.
Ker so multinacionalke sestavljene iz holdinga in hčerinskih podjetij, ki delujejo v različnih državah, so eden od primarnih dejavnikov globalnega gospodarstva. Nastajajo v glavnem za izkoriščanje raznih ugodnosti, ki so predvsem sledeče:
- različna zakonodaja v drugi državi, npr v zvezi z lastninsko pravico;
- neposredni dostop do odjemalcev z različnimi potrebami npr pri obnovi poškodovanih področij;
- ugodnejša geografska in prometna povezava med že obstoječimi obrati;
- lažji dostop do surovin in cenejša delovna sila.[5]

Ob upoštevanju potreb svoje proizvodnje in teh ali drugih morebitnih ugodnosti, se multinacionalke opredelijo za eno od sledečih skupin pripadnosti: 
- vodoravne multinacionalke nudijo v raznih državah pretežno iste proizvode (primer McDonald’s); ta podjetja se navadno naslanjajo na svoje nematerialne vrednosti (vpeljanost, patent, mednarodna prepoznavnost in ugled) in se širijo za pridobitev novih tržišč;
- navpične multinacionalke združujejo podjetja, ki proizvajajo v raznih državah polizdelke za druga podjetja v drugih državah (primer Adidas); glavni namen je čim cenejša pridobitev izdelka, zato so vključeni večinoma majhni anonimni obrati, ki se potegujejo le za dobiček in prepuščajo holdingu lastninsko pravico nad dokončnim proizvodom;
- diverzificirane multinacionalke proizvajajo v raznih državah različne izdelke, ki niso med seboj povezani (primer Mitsubishi); navadno nastanejo, ko podjetje ustvari samostojne podružnice za proizvodnjo polizdelkov ali za predelavo ostankov glavne produkcije, kar s časom ustvari več različnih vrst proizvodnje, tudi brez povezave na originalni odnos do matice;
- votle nacionalke ali Hollow Corporations nimajo lastne proizvodnje in omejujejo pristop holdinga na svetovanje in kontrolo povezanih podjetij, ki niso hčerinska podjetja, temveč le sodelavci; primer je Microsoft, kjer so delničarji samo uslužbenci holdinga, ki nadzorujejo delo občasnih sodelavcev; podobno Nike aktivno skrbi samo za marketing in dizajn, medtem ko je vsa proizvodnja prepuščena zakupnikom.[6]

## Posledice za izvorno državo
Kadar se podjetje spremeni v multinacionalko, nastopijo nekatere ekonomske in politične spremembe tudi v sami državi njegovega porekla. Pozitivne ekonomske posledice se kažejo predvsem v višjih dohodkih, ki izhajajo iz večje proizvodne zmožnosti in manjših splošnih stroških. Ta sprememba nastane na primer pri sodelovanju med proizvodnjo v domačem kraju in montažo v tujini, kjer je cenejša, saj bo tudi prevoz posameznih delov cenejši od prevoza končnega proizvoda; ker bo postopek hitreje zaključen, bo možno pripraviti več polizdelkov in potrebnih bo več kvalificiranih delavcev – proizvodnja se bo povečala. Negativna posledica bo krčenje delovne sile v domači montaži in poslednično večja razlika v plači med tehniki in monterji. Prehod v novo obliko podjetja bo ugoden samo, če v domačem kraju primanjkuje monterjev in je dovolj tehnikov.
Posledice za samo državo, torej politične spremembe pri nastanku multinacionalke, izhajajo iz sledečih predpostavk:
- Multinacionalka bo prenesla del proizvodnje v državo z ugodnejšo davčno bremenitvijo, kar pomeni, da se bo izognila davkom, ki bi jih sicer za ta del proizvodnje plačevala doma.
- Zaradi pogostih menjav v lokaciji proizvodnih procesov so davčni dohodki za državo nezanesljivi in včasih težko pregledni.
- Velikost in pomembnost multinacionalk jih privilegira pri pogajanjih z davčnimi oblastmi in pri upoštevanju lokalnih pravil in navad.
- Državne ustanove večkrat niso sposobne ali niso upravičene za nadzorovanje mednarodnih transakcij.
- Nekateri državni zakoni lahko pritegnejo ali odtujijo delovanje multinacionalk; kakor so npr državne denarne podpore domačinom (zaradi konkurence z multinacionalko) škodljive za skupnost, tako utegne ponudba pravnih ugodnosti biti pogoj za donosno sodelovanje multinacionalke s prebivalstvom.
- Nekateri meddržavni dogovori (ISDS, TTIP[7]) predvidevajo možnost, da multinacionalka pozove državo na zagovor pred sodišče, če državni zakon (recimo za ohrano okolja ali za varstvo človekovih pravic) ogroža pričakovane zaslužke podjetja.[8]

## Posledice za državo hčerinskega podjetja
Tudi tržišče države, v kateri ima multinacionalka hčerinsko podjetje, občuti spremembo gospodarstva. Z nastopom multinacionalke so manjša lokalna podjetja obremenjena s konkurenco, ki odstrani prejšnji monopol: ker se cene zadevnih proizvodov nižajo, se po navadi lokalna podjetja preusmerijo ali vključijo v multinacionalko. Ostaja pa nevarnost, da multinacionalka sama ustvari monopol na tržišču za določene proizvode. Med pozitivne posledice šteje vpeljanost novih tehnologij in znanj, ki jih prinese novo stanje, vendar je stvar odvisna od intelektualne pripravljenosti in sposobnosti lokalnega prebivalstva. Pod ugodnimi pogoji nastanejo nova podjetja in ustanove, sicer se izoblikuje vse večji razmik med socialnimi plastmi.
Občutne so razlike, ki nastanejo na trgu delovne sile. Na razpolago so nova delovna mesta, predvsem za višjo kvalifikacijo in z višjimi plačami, vendar v ta okvir spada tudi zaposlovanje nižje delovne sile, ki je pred tem delala v manjših lokalnih podjetih, ki so zaprla zaradi novega stanja, pa tudi zaposlovanje bivših kmetov na malo donosna delovna mesta. Zaradi novih razmer so vsa ta nova delovna mesta tudi zelo negotova in so zlahka preklicana, kar negativno vpliva na splošno počutje prebivalstva.
Primer pozitivnih posledic nastanka multinacionalke je Irska, ki je imela ob vstopu v Evropo leta 1973 nizek državni dohodek in je malo koristila tuje investicije. Multinacionalke so potrebovale sposobne kadre in so nudile zaposlitev višje kvalificiranim tehnikom, kar je priklicalo v domovino veliko inženirjev, ki so se bili v prejšnjih letih odselili. Istočasno so bili tudi izboljšani programi višjega tehnološkega izobraževanja. Tuje investicije so torej sprožile znaten gospodarski napredek. To se pa ni uresničilo na primer pri stvaritvi tako imenovanih petrolejskih multinacionalk, kjer lokalna delovna sila ni nudila specializiranih kadrov, zato se nafta izvaža v surovem stanju. Ker ni prišlo do sodelovanja med matico in hčerinskim partnerjem, je bil nastanek multinacionalk dejansko nepomemben za razvoj lokalnega gospodarstva.
Zanimivo je mnenje, ki ga je že leta 1973 izrazil bivši kancler Willy Brandt: Države morajo pazljivo slediti razvoju multinacionalk, ker ima njihovo delovanje prevelik vpliv na interno ekonomijo, kar se utegne razširiti na kontrolo svetovnega gospodarstva; ker niso zadolžene za dokazovanje svojega knjigovodstva, lahko odločajo o višini davkov, ki so jih dolžne plačati državi, ki jih gosti; njihov gospodarski razvoj je dvakrat večji od drugih podjetij in njihove finančne rezerve so dovolj bogate, da v vsakem trenutku lahko odločilno vplivajo na valute in monetarno stabilnost držav.

## Investicijski programi
Sistem multinacionalnih podjetij je razširjen v vseh večjih trgovskih panogah. Največje multinacionalke so prisotne v avtomobilski industriji, v rafinaciji nafte, v proizvodnji elektronskih aparatov, v kemični in farmacevtski industriji, v prehrambeni industriji, v pridobivanju električne energije, v bančnih in zavarovalniških uslugah, v trgovini na drobno in debelo, v telekomunikaciji in množičnih medijih. Tipično se njihovo delovanje ne omejuje na en sam gospodarski sektor, večinoma zato, da se s produkcijo polizdelkov hitreje in ceneje izdelajo glavni proizvodi, pa tudi za dosego raznovrstnosti (diverzifikacije) proizvodnje, kar zmanjšuje obratni riziko. Tako se neredko dogaja, da se podjetje ukvarja s proizvodnjo zelo različnih artiklov, ki nimajo veze s primarno dejavnostjo. Primer je lahko bivša Philip Morris (danes Altria Group), ki je znana predvsem po predelavi tobaka, a se uspešno udejstvuje tudi v prehrambeni industriji in pivovarnah.